# Michael Howard

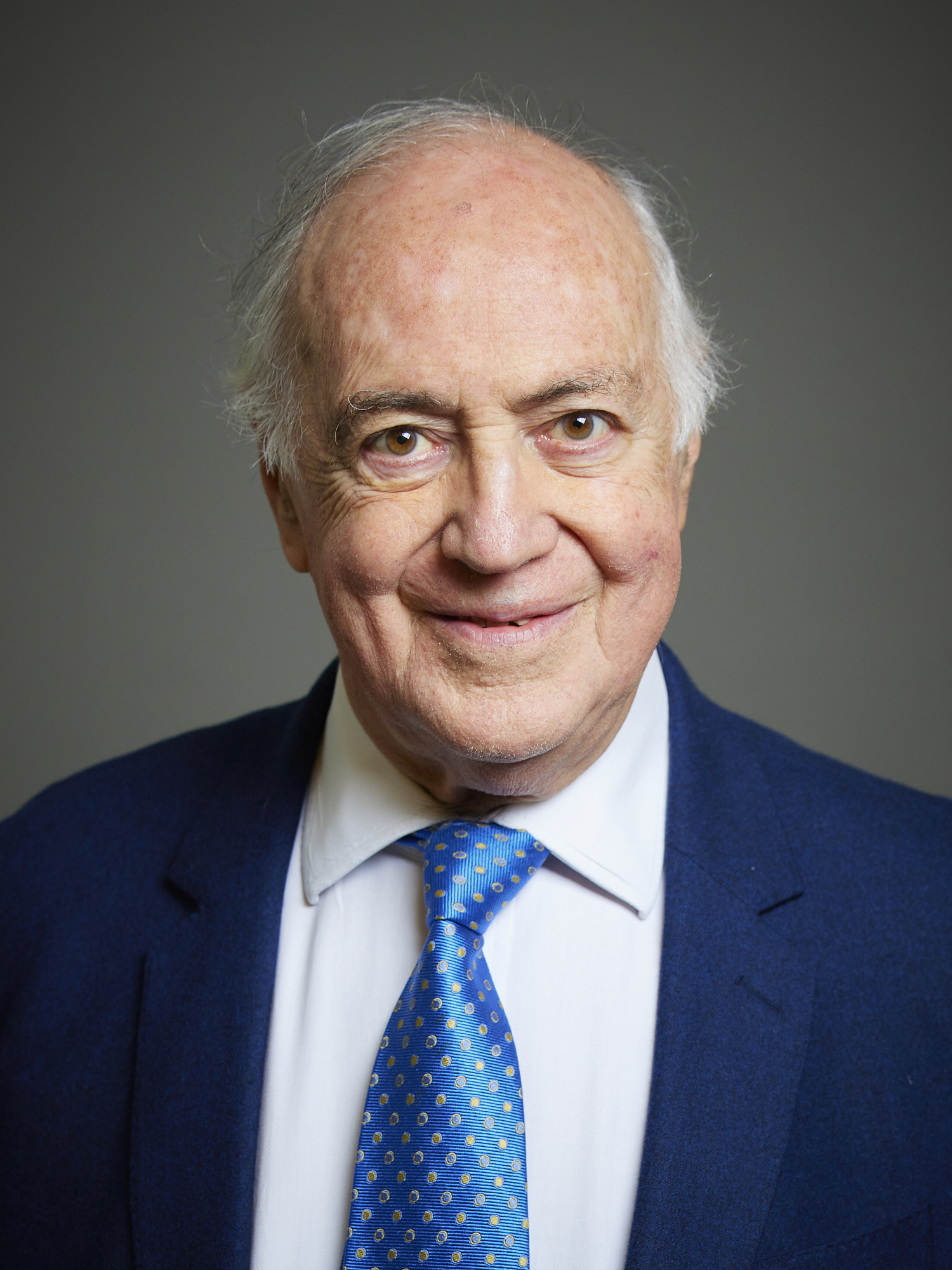
Michael Howard, 2023

Michael Howard, Baron Howard of Lympne CH (* 7. Juli 1941 in Llanelli) ist ein britischer Politiker. Von 2003 bis 2005 war er Parteiführer der Konservativen Partei des Vereinigten Königreichs.
Bei den Unterhauswahlen vom 5. Mai 2005 trat er gegen den amtierenden Premierminister Tony Blair an, konnte jedoch die absolute Mehrheit von dessen Labour Party nicht verhindern.

## Leben
Howard wurde in Wales geboren, wohin sein Vater Bernard, ein rumänischer, jüdischer Geschäftsinhaber, 1939 am Vorabend des Zweiten Weltkrieges angesichts des wachsenden Antisemitismus ausgewandert war. Der Familienname Hecht wurde zu Howard anglisiert. Auch seine Mutter Hilda, geb. Kershion, entstammt einer jüdischen Familie, die vor dem Ersten Weltkrieg aus dem zaristischen Russland emigriert war.
Als Kandidat für das britische House of Commons trat Howard erstmals 1966 an. Da sein Wahlkreis, Liverpool Edge Hill, eine Hochburg der Labour-Partei war, unterlag er wie auch bei den Unterhauswahlen von 1970. Zu dieser Zeit war Howard ein klarer Befürworter der britischen Mitgliedschaft in der EWG. Später wandelte sich sein Verhältnis zur EU und in einem Interview mit der BBC im Januar 2016 erklärte er, für einen Austritt Großbritanniens aus der EU beim kommenden Referendum über die EU-Mitgliedschaft stimmen zu wollen.
Er betätigte sich ab den 1970ern als Rechtsanwalt und traf in einem Fall auch auf seinen jungen Kollegen Tony Blair.
1975 heiratete Howard das frühere Model Sandra Paul, deren vorhergehende Scheidung großes Aufsehen in der britischen Öffentlichkeit erregt hatte. Aus der Ehe gingen ein Sohn und eine Tochter hervor.
Howard berichtet, seine väterlichen Großeltern seien in Auschwitz umgekommen und seine Tante habe die Gaskammer überlebt:

„Während sie in Auschwitz war, wurde sie dreimal in die Gaskammern geschickt, aber aus verschiedenen Gründen – einmal ging ihnen tatsächlich das Gas aus – kam sie davon, um die Geschichte zu erzählen.“

### Parlaments- und Regierungskarriere
Erst bei den Parlamentswahlen von 1983 konnte Howard in einem für die Tories aussichtsreichen Wahlkreis antreten, Folkestone und Hythe. Er gewann ohne Schwierigkeiten und zog ins Unterhaus ein.
Howard trat bald auch in die Regierung von Margaret Thatcher ein und wurde 1985 Unterstaatssekretär im Handels- und Industrieministerium, verantwortlich für die Finanzen der Stadt London. Nach den Wahlen von 1987 wurde er Minister mit Zuständigkeit für die Lokalregierungen. Howard hatte eine führende Rolle bei der Einführung der umstrittenen Kopfsteuer 1988. Nach einer kurzen Amtszeit als Minister für Wasserwirtschaft und Planung wurde er im Januar 1990 zum Arbeitsminister befördert, ein Posten, den er auch nach der Ablösung Thatchers unter dem neuen Premier John Major behielt.
Im Wahlkampf 1992 zeichnete er sich durch scharfe Attacken gegen die Gewerkschaften aus. Er wurde nach den Wahlen zum Umweltminister, 1993 nach einer Kabinettsumbildung zum neuen Innenminister ernannt. Besonders widmete er sich der Bekämpfung der Kriminalität; seine harten Maßnahmen stießen bei vielen Richtern und Strafreformern auf Ablehnung. Allerdings machte eine Untersuchung zu einer Serie von Ausbrüchen 1996 seinem Ruf zu schaffen. 1993 erhöhte er für die minderjährigen Mörder von James Bulger aufgrund eines öffentlichen Aufschreis eigenmächtig die Jugendstrafe von 8 auf 15 Jahre. 1997 wurde diese Entscheidung vom House of Lords revidiert und als rechtswidrig aufgehoben.
Nach dem Rücktritt John Majors 1997 trat Howard zum Kampf um die Parteiführung an. Er erhielt aber nur die Stimmen von 23 der Parlamentsabgeordneten seiner Partei und landete damit auf dem fünften und letzten Platz. Neuer Parteiführer wurde William Hague. Nach dem Labour-Sieg bei den folgenden Unterhauswahlen wurde Howard zwei Jahre lang Außenminister des Tory-Schattenkabinetts.

### Parteiführer
Nach den Parlamentswahlen von 2001, bei denen erneut Labour unter Tony Blair gewann, wurde Howard Schattenkanzler (= Finanzminister im Schattenkabinett) unter dem neuen Parteiführer Iain Duncan Smith. Nachdem Smith von den Tory-Parlamentariern abgewählt worden war, wurde Howard 2003 ohne Gegenkandidaten zum neuen Parteiführer der Konservativen gewählt. Kommentatoren sehen Howard im Vergleich zu Smith als erfolgreicheren Parteiführer an, doch wird seine frühere Rolle in der Thatcher-Regierung eher als Hemmnis für seine Popularität gesehen.
Im Februar 2004 forderte Howard Premier Tony Blair zum Rücktritt auf, da dieser das Parlament im Zusammenhang mit den Behauptungen über irakische Massenvernichtungswaffen vor dem Golfkrieg in die Irre geführt habe. Dennoch unterstützte Howard auch im Nachhinein die Invasion, da „der Lohn eines stabilen Irak die Anstrengungen wert war“. Seine scharfe Kritik an Blair führte zur Verweigerung eines Treffens in Washington durch US-Präsident George W. Bush.
Bei den Unterhauswahlen vom 5. Mai 2005 trat Howard gegen Premierminister Tony Blair an, der für eine dritte Amtszeit kandidierte. Obwohl es ihm gelang, die Zahl der Sitze seiner Partei im britischen Unterhaus deutlich zu steigern, konnte er den dritten Wahlsieg der Labour Party in Folge nicht verhindern und auch den Stimmenanteil der Tories nur geringfügig erhöhen. Nach der Wahl kündigte er an, die Parteiführung „eher früher als später“, jedenfalls aber vor der nächsten Unterhauswahl, an einen jüngeren Nachfolger übergeben zu wollen. Erstmals sollten die 300.000 Parteimitglieder dann in einer Urwahl um den Spitzenkandidaten entscheiden. Die Unterhaus-Abgeordneten trafen lediglich eine Vorauswahl. Als heiße Kandidaten galten David Cameron und David Davis. In drei Wahlgängen konnten die Mitglieder der Tory-Fraktion schließlich über ihre Nominierung für die Mitgliederbefragung abstimmen. Im entscheidenden letzten Wahlgang konnte sich David Cameron durchsetzen, er wurde bei der Befragung mit großer Mehrheit bestätigt. Er war der bislang unerfahrenste Parteiführer in der Geschichte der Konservativen Partei.

### Spätere Entwicklungen
Nachdem er zur Unterhauswahl 2010 nicht mehr angetreten und aus dem House of Commons ausgeschieden war, wurde er am 13. Juli 2010 als Baron Howard of Lympne, of Lympne in the County of Kent, zum Life Peer erhoben und ist dadurch seither Mitglied des House of Lords.
Beim Referendum über den möglichen EU-Austritt des Vereinigten Königreichs unterstützte er die „Brexit“-Seite und anschließend die Kandidatur von Andrea Leadsom gegen Theresa May als Nachfolgerin von David Camerons.
Im Zuge der Brexit-Verhandlungen verglich er die Situation in Gibraltar mit dem Falklandkrieg. Er sei sich sicher, dass Premierministerin Theresa May Gibraltar ebenso entschlossen gegen Spanien verteidigen werde wie 35 Jahre zuvor Margaret Thatcher die Falklandinseln gegen Argentinien.
2016 wurde ihm der japanische mehrfarbige Orden der Aufgehenden Sonne am Band verliehen.